# Johan Soarez Coelho
Johan Soarez Coelho (fl. XIII secolo) è stato un trovatore portoghese, attivo tra il 1240 e il 1280.
Membro della fidalguía portoghese del Portogallo settentrionale, partecipò alla conquista dell'Algarve e più tardi avrebbe avuto un ruolo importante nell'amministrazione portoghese, per cui soggiornò lungamente alla corte di Castiglia. Due delle sue cantigas de amor danno luogo a uno dei cicli tematici della cantiga de escarnio, o ciclo dello scandalo degli amanti e delle tessitrici. È autore di 52 testi poetici: ventuno cantigas de amor, quindici cantigas de amigo, due satire letterarie, un sirventés morale, otto cantigas de escarnio e cinque tenzoni, due con Johan Perez de Avoin, una con Juião Bolseiro, una con Lourenço e una con Picandon.